# FIBA European Champions Cup 1959-1960
La Coppa dei Campioni 1959-1960 di pallacanestro venne vinta, per il terzo anno consecutivo, dai sovietici dell'ASK Riga sui conterranei della Dinamo Tbilisi.

## Turno di qualificazione
| Team #1              | Agg.      | Team #2                | Andata | Ritorno |
| -------------------- | --------- | ---------------------- | ------ | ------- |
| US Marocaine         | 95 - 92   | Académica              | 54-48  | 41-44   |
| PAOK Salonicco       | 121 - 159 | ASA Bucureşti          | 61-80  | 60-79   |
| Wissenschaft Berlino | 125 - 188 | Pantterit Helsinki     | 88-84  | 66-78   |
| Simmenthal Milano    |           | Union Babenberg Vienna |        |         |
| USC Heidelberg       | 90 - 113  | Urania Ginevra         | 46-55  | 44-58   |
| Sparta Bertrange     | 92 - 137  | Chorale Mulsant Roanne | 47-60  | 45-77   |
| Fenerbahçe Istanbul  |           | Maccabi Tel Aviv       |        |         |

## Ottavi di finale
| Team #1                | Agg.      | Team #2            | Andata | Ritorno |
| ---------------------- | --------- | ------------------ | ------ | ------- |
| Union Babenberg Vienna | 134 - 184 | AŠK Olimpija       | 83-84  | 51-100  |
| Fenerbahçe Istanbul    | 116 - 139 | Akademik Sofia     | 61-69  | 55-70   |
| US Marocaine           | 126 - 180 | FC Barcelona       | 65-82  | 61-98   |
| Pantterit Helsinki     | 162 - 184 | Polonia Varsavia   | 84-88  | 78-96   |
| Urania Ginevra         | 128 - 148 | Slovan Orbis Praga | 54-62  | 74-80   |
| Chorale Mulsant Roanne | 115 - 109 | Antwerpse          | 54-53  | 61-56   |
| ASA Bucureşti          | 155 - 173 | Dinamo Tbilisi     | 87-83  | 68-90   |

## Quarti di finale
| Team #1                | Agg.      | Team #2            | Andata | Ritorno |
| ---------------------- | --------- | ------------------ | ------ | ------- |
| Dinamo Tbilisi         | 148 - 133 | Akademik Sofia     | 76-64  | 72-69   |
| FC Barcelona           | 105 - 114 | Polonia Varsavia   | 64-65  | 41-49   |
| AŠK Olimpija           | 142 - 174 | Rīgas ASK          | 79-95  | 63-79   |
| Chorale Mulsant Roanne | 120 - 124 | Slovan Orbis Praga | 68-59  | 52-65   |

## Semifinali
| Team #1        | Agg.      | Team #2            | Andata | Ritorno |
| -------------- | --------- | ------------------ | ------ | ------- |
| Dinamo Tbilisi | 152 - 126 | Polonia Varsavia   | 88-65  | 64-61   |
| Rīgas ASK      | 151 - 114 | Slovan Orbis Praga | 82-55  | 69-59   |

## Finale
| Team #1        | Agg.      | Team #2   | Andata | Ritorno |
| -------------- | --------- | --------- | ------ | ------- |
| Dinamo Tbilisi | 113 - 130 | Rīgas ASK | 51-61  | 62-69   |

| Coppa dei Campioni 1959-1960 |
| ---------------------------- |
| Rīgas ASK 3º titolo          |

## Formazione vincitrice
| N° | Naz.                        | Ruolo | Sportivo             |  | Alt. |  |
| -- | --------------------------- | ----- | -------------------- |  | ---- |  |
|    | Unione Sovietica (bandiera) | P     | Maigonis Valdmanis   |  |      |  |
|    | Unione Sovietica (bandiera) | G     | Valdis Muižnieks     |  |      |  |
|    | Unione Sovietica (bandiera) | A     | Juris Kalniņš        |  |      |  |
|    | Unione Sovietica (bandiera) | A     | Gundars Muižnieks    |  |      |  |
|    | Unione Sovietica (bandiera) | A     | Oļģerts Hehts        |  |      |  |
|    | Unione Sovietica (bandiera) | A     | Ivars Vērītis        |  |      |  |
|    | Unione Sovietica (bandiera) | A     | Alvils Gulbis        |  |      |  |
|    | Unione Sovietica (bandiera) | C     | Jānis Krūmiņš        |  |      |  |
|    | Unione Sovietica (bandiera) |       | Leons Jankovskis     |  |      |  |
|    | Unione Sovietica (bandiera) |       | Jānis Dāvids         |  |      |  |
|    | Unione Sovietica (bandiera) |       | Teobalds Kalherts    |  |      |  |
|    | Unione Sovietica (bandiera) |       | Andrejs Bergs        |  |      |  |
|    | Unione Sovietica (bandiera) |       | Aivars Leončiks      |  |      |  |
|    | Unione Sovietica (bandiera) | All.  | Aleksandr Gomel'skij |  |      |  |